# خوسيه أنطونيو أغيري
خوسيه أنطونيو أغيري (بالإسبانية: José Antonio Aguirre)‏ هو لاعب كرة قدم ومحامي وسياسي إسباني، ولد في 6 مارس 1904 في بلباو في إسبانيا، وتوفي في 22 مارس 1960 في باريس في فرنسا بسبب نوبة قلبية. حزبياً، نشط في الحزب القومي الباسكي. وقد انتخب Lehendakari ‏ (7 أكتوبر 1936 – 22 مارس 1960).